# Jesús Carrasco Jaramillo
Pour les articles homonymes, voir Jaramillo.
Œuvres principales
- Intempérie (2013)
- La Terre que nous foulons (2016)

Jesús Carrasco Jaramillo, né en 1972 à Olivence, province de Badajoz, est un écrivain espagnol. Il est l'auteur du roman Intempérie, publié en 2013 et traduit en 20 langues. 

## Biographie
Jesús Carrasco est né à Olivence en 1972, mais sa famille s'installe bientôt - il avait quatre ans - à Torrijos, province de Tolède, où son père est instituteur.
Après des études d'éducation physique, il n'enseigne que très peu de temps cette discipline.
Depuis 2005, il réside à Séville, travaillant tout d'abord comme rédacteur publicitaire avant de se consacrer entièrement à la création littéraire.
Bien qu'il écrivait déjà depuis plus de vingt ans, son premier roman à être publié est Intempérie (Intemperie), qui remporte un franc succès à la Foire du livre de Francfort en 2012, où sont vendus les droits de publication pour le Royaume-Uni, la France, l'Italie, l'Allemagne, les États-Unis, les Pays-Bas, la Norvège, Israël et le Brésil, avant même qu'il soit édité en Espagne. La maison d'édition Seix Barral en acquiert les droits de publication pour les pays de langue espagnole.
Parmi les nombreuses distinctions que reçoit le roman, il se voit décerner par le jury du Prix des libraires de Madrid le prix du meilleur livre de l’année 2013 pour l’habileté de l’auteur à « faire pénétrer le lecteur, avec un style sans concessions, dans un univers rural – le vrai protagoniste de l’histoire – d’une dureté impitoyable et d’une violence ancestrale, où les personnages évoluent en un temps et en un espace indéfinis, tourmentés par la sécheresse et la misère, mais où prévalent les valeurs universelles que sont l’amitié, la solidarité et la compassion ».
Le courant ruraliste, très populaire dans l’Espagne franquiste (avec Miguel Delibes, Camilo José Cela ou Juan Benet) et pendant la transition démocratique (Julio Llamazares, Luis Mateo Díez), mais en perte de vitesse depuis les années 1980, connaît un regain de faveur au début du XXIe siècle. Intempérie s’inscrit dans le sillage du mouvement néo-ruraliste, représenté également par d’autres auteurs comme Iván Repila, Óscar Esquivias, Jenn Díaz ou Lara Moreno.
En février 2016, Jesús Carrasco Jaramillo publie son deuxième roman, La tierra que pisamos (prix de littérature de l'Union européenne), traduit en français sous le titre La Terre que nous foulons, qui apparaît comme « un chant d’indignation contre l’oppression et la guerre », la violence, la barbarie et les horreurs de la colonisation.

## Œuvre

### Romans

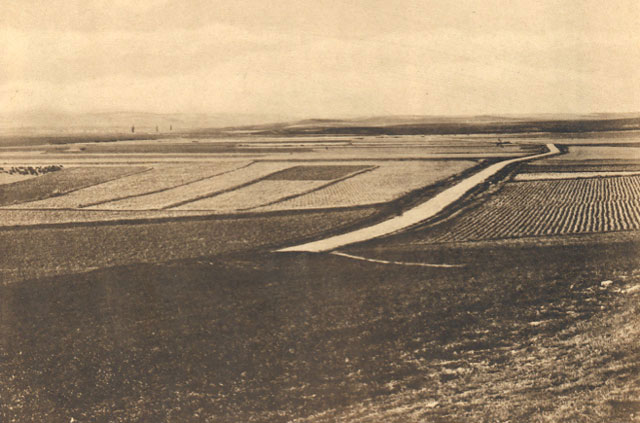
La plaine âpre et impitoyable où aurait pu se dérouler le roman; photo prise dans les environs de Villalar de los Comuneros (province de Valladolid)

- Intemperie (2013) Publié en français sous le titre Intempérie, traduit de l'espagnol par Marie Vila Casas, Paris, Éditions Robert Laffont, coll. « Pavillons », 2015 ; réédition, Paris, 10/18, no 5266, 2017 (ISBN 978-2-264-06741-8)

- La tierra que pisamos (2016) Publié en français sous le titre La Terre que nous foulons, traduit par Marie Vila Casas, Éditions Robert Laffont, coll. « Pavillons », 2017 ; réédition, Paris, 10/18, no 5314, 2018 (ISBN 978-2-264-06988-7)